# 宋李瑞芳
宋李瑞芳（英語：Betty Lee Sung，1924年10月3日—2023年1月19日），美籍华裔学者，祖籍台山，是美国华人问题研究的先驱、纽约市立大学荣休教授。

## 生平
宋李瑞芳出生于美国巴尔的摩。9岁时，她随全家回到故乡中国居住。1935年，返回美国定居。1948年获伊利诺伊大学学士学位。此后曾担任《美国之音》播音员，直至1954年辞职回家、照顾子女。1960年重新开始工作，在《Island in the Sun Club》杂志任副主编。后又任职于纽约公共图书馆。1966年与第一任丈夫离婚。1968年获纽约市立大学图书馆学硕士学位。1972年，与查尔斯·钟（Charles Chung）成婚。1970年起任教于纽约市立大学亚洲研究系。1983年获纽约市立大学社会学博士学位。她曾任学校亚洲研究系系主任，1992年退休。